# Lasioglossum yukonae
Lasioglossum yukonae (лат.) — вид одиночных пчёл рода Lasioglossum из семейства Halictidae. Назван по имени места обнаружения (Юкон).

## Распространение
Северная Америка: Канада (Юкон и Британская Колумбия).

## Описание
Мелкие пчёлы длиной около 6 мм. Самки от 5,86 до 6,80 мм. Голова и грудь зелёные с голубоватым и золотистым металлическим отблексом; апикальная половина клипеуса черно-коричневая, а его базальная часть — бронзовая. Тегулы и ноги красновато-коричневые. Длина переднего крыла самок 4,15—4,58 мм. В переднем крыле 3 субмаргинальные ячейки. Одиночные пчёлы, гнездятся в почве. Вид был впервые описан в 2010 году канадским энтомологом Джейсоном Гиббсом (Jason Gibbs, Йоркский университет, Department of Biology, Торонто, Канада) и отнесён к подроду Dialictus. Кормовые растения: Rosaceae (Вишня мелкопильчатая).